# Planète-océan
Pour l’article homonyme, voir Planète Océan (film).

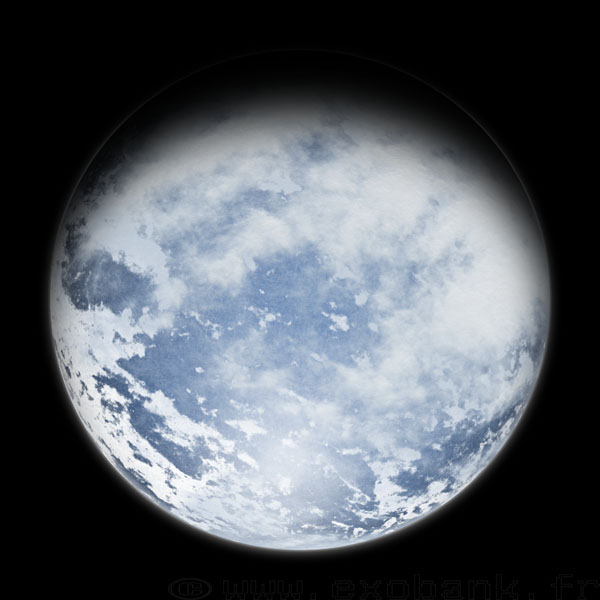
Vue d'artiste d'une planète-océan.

Une planète-océan est un type hypothétique de planète qui serait intégralement recouverte d'un océan, d'eau ou éventuellement d'autres composés volatils, d'une profondeur variable mais pouvant être de plusieurs dizaines de kilomètres.

## Définition
Initialement proposé par David J. Stevenson de l'Institut californien de technologie, ce modèle a été approfondi par l'équipe de Christophe Sotin de l'université de Nantes.
Depuis les années 1990, la découverte de planètes extrasolaires dans notre galaxie a mis en évidence l'existence de Jupiter chaudes, des géantes gazeuses qui semblent trop proches de leur étoile pour avoir pu se former à l'endroit où elles se situent actuellement. Le processus de migration planétaire, où une planète se rapproche de l'étoile après sa formation à cause des restes du disque d'accrétion, a été théorisé pour expliquer leur présence.
Une planète-océan serait une super-Terre possédant un manteau de glace et ayant migré près de son étoile. Cette migration entraînerait la fonte d'une partie de la glace et la formation d'un immense océan liquide.
Dans un article prépublié sur arXiv en avril 2020, Donald M. Glaser et ses collaborateurs distinguent deux types de planètes : d'un côté, les planètes pélagiques (pelagic planets), qu'ils définissent comme comportant entre 0,2 et 1 % de leur masse sous forme d'eau en surface, c'est-à-dire l'équivalent d'entre 8 et 40 fois les océans terrestres pour une planète de masse terrestre, de quoi submerger toute terre ; et de l'autre, les mondes d'eau (water worlds), qu'ils définissent comme comportant plus de 1 % de leur masse sous forme d'eau en surface, de quoi former un océan suffisamment profond pour former une couche de glace de haute pression entre l'eau liquide et la croûte rocheuse.

## Planètes candidates
Les télescopes actuels n'étant pas suffisamment performants pour permettre d'analyser la surface des exoplanètes, leur existence reste théorique.
La première planète-océan potentielle (en raison de sa taille et de sa masse) est GJ 1214 b, découverte en décembre 2009. Une autre planète candidate au titre de planète-océan est TOI-1452 b, découverte en juin 2022.
La première planète pour laquelle il existe des preuves tangibles de son statut de planète-océan est LHS 1140 b, découverte en 2017 et située à 40 années-lumière de la Terre. Divers instruments ont permis de mesurer avec précision sa masse et son rayon (5,60 ± 0,19 M⊕ et 1,730 ± 0,025 R⊕), et donc sa densité (5,9 ± 0,3). Cette densité apparente nettement inférieure à celle attendue pour un intérieur rocheux semblable à la Terre suggérait que LHS 1140 b pouvait être soit une mini-Neptune avec une petite enveloppe d'hydrogène et d'hélium (∼0,1 % en masse, ~10 % du rayon) ou une planète océan (9 à 19 % d'eau en masse). À titre de comparaison, l'eau représente 0,02 % de la masse de la Terre. En décembre 2023, le télescope spatial James Webb (JWST) et son instrument NIRISS (en) démontrent que la planète n'a pas ou n'a plus d'enveloppe d'hydrogène et d'hélium, un résultat confirmé indépendamment par NIRSpec (en), un autre instrument du JWST. La densité relativement faible de la planète est donc due à une couche d'eau, bien plus épaisse que sur Terre. Compte tenu de la distance entre la planète et son étoile, cette eau a toutes les chances de se trouver au moins en partie sous forme liquide, formant des océans en surface ou en subsurface de la planète,.

## Dans la fiction
On trouve dans la fiction plusieurs exemples de planètes-océan.

### Bande dessinée
- Aquaend, une planète pénitentiaire dans la série BD L'Incal de Jodorowsky et Moebius.
- Aquablue, une planète peuplée de pêcheurs primitifs, dans la série BD créée (en 1988) par Cailleteau et Vatine. Aquablue possède des archipels et n'est donc pas à proprement parler une planète-océan.

### Cinéma
- Mon Cala, aussi connue sous les noms Mon Calamari et Dac, est la planète d'origine de l'amiral Ackbar, personnage qui apparaît dans Star Wars, épisode VI : Le Retour du Jedi (1983).
- Kamino, la planète où est créée l'armée de clones dans Star Wars, épisode II : L'Attaque des clones (2002).
- Solaris, la planète homonyme du roman Solaris de Stanislas Lem et des deux adaptations cinématographiques. Dans cette fiction toutefois, l'océan n'est pas constitué d'eau, mais de matière organique protéiforme.
- La Terre des années 2500, presque entièrement recouverte d'eau, dans le film Waterworld de Kevin Reynolds (1995).
- La planète Miller dans Interstellar (2014), une des planètes potentiellement habitable visitée par les astronautes. Arrivée sur la planète, l'équipe d'astronautes découvre que cette dernière, qui subit une forte influence gravitationnelle à cause de sa proximité avec un trou noir, est capable de produire des vagues gigantesques (1 200 m dans le film).
- La planète Fhloston dans le film Le Cinquième Élément de Luc Besson est une planète couverte d'un océan paradisiaque, où se situe l'hôtel de luxe croisière "Fhloston Paradise".

### Jeux vidéo
- 2181 Despoina, une planète de l'univers de Mass Effect, entièrement recouverte d'eau, de laquelle les Léviathans, des créatures aquatiques qui auraient dominés la galaxie il y a des millions d'années, seraient originaires.
- Aquas et Zoness, deux planètes de la série Star Fox.
- Junyo, Holstein, Kurile ou encore Vespus, planètes entièrement recouvertes d'eau dans le jeu vidéo Freelancer.
- Manaan, la planète d'origine des selkaths dans le jeu vidéo Star Wars: Knights of the Old Republic.
- Aquatos, une planète de Ratchet and Clank 3.
- Damosel, Smolg et Oozla, trois planètes de Ratchet and Clank 2.
- Rilgar, une planète de Ratchet and Clank.
- Laythe, une des lunes de Jool dans Kerbal Space Program.
- Le circuit Big Blue de F-Zero, jeu de course futuriste, se trouve sur une planète-océan.
- Planet 4546B, planète recouverte d'eau et de quelques îles avec de nombreux biomes où le joueur doit survivre dans Subnautica et Subnautica: Below Zero.
- Titan, lune de Saturne recouverte d’un océan de méthane où s'est réfugié Zavala le chef de l’avant-garde après la chute de la Cité dans Destiny 2.
- Léviathe, une planète aquatique parsemée d'îlots et de vestiges dans le jeu vidéo Outer Wilds, où l'astronaute Gabbro a fait naufrage.
- un nombre infini de planètes océans apparaissent dans le jeu vidéo Starbound, ainsi que dans No Man's Sky.
- Volii Alpha planète océanique du système stellaire Volii dans le jeu vidéo Starfield de Bethesda Game Studios[réf. nécessaire].

### Jouets
- Aqua Magna, la planète océan dans la franchise de jouets Bionicle.

### Romans
- Caladan dans le Cycle de Dune (à partir de 1965).
- Pandore, dans L'Effet Lazare de Frank Herbert (1983).
- Thalassa, la planète où se déroule l'intrigue des Chants de la Terre lointaine d'Arthur C. Clarke (1986).
- Mare Infinitus et Alliance Maui, dans le cycle des Cantos d'Hypérion de Dan Simmons (1989-1997).
- Hydros, planète-océan ne comportant qu'une seule île nommée La Face des eaux, homonyme du roman de Robert Silverberg (1991).
- La Terre dans la nouvelle « Notre terre », au sein du recueil La Logique des essaims d'Ayerdhal, presque entièrement recouverte d'eau (2001).
- Autremer, dans La Trilogie des abîmes de Danielle Martinigol (2001).
- Spatterjay, dans L'Écorcheur de Neal Asher, dont l'écosystème est extrêmement vorace (2002).
- Cloral, une planète (territoire dans la terminologie de la série) recouverte d'un océan sur lequel se déplacent d'énormes vaisseaux-villes dans le roman Bobby Pendragon : La Cité perdue de Faar (2003).
- Turquoise, dans la nouvelle Turquoise Days d'Alastair Reynolds (2003).
- Inmit, Gajum, Tagaï et Nautélion dans la nouvelle anonyme Le Vent du Vide

### Séries télévisées
- Picon et probablement Aquaria, deux des douze Colonies de Kobol de la série Battlestar Galactica.
- La planète nommée « The Waters », explorée dans l'épisode Trente Jours de la série Star Trek: Voyager.